# アルベリック・スホット
アルベリック・スホット（Albéric Schotte、1919年9月7日 - 2004年4月4日）は、ベルギー、カネヘム出身の名自転車競技（ロードレース）選手。

## 経歴
現役時代は、ブリック・スホット（または、ブリーク・スホット、Briek Schotte）という名称が一般的に使用されていた。なお、自転車競技雑誌の中には、ブリック・ショットと明記しているものもある。
『アイアン・ブリック』（Iron Briek、オランダ語ではIjzeren Briek）というニックネームがつけられた名レーサーである。
1940年にプロ転向。主にワンデーレースでの実績が目立ち、世界選手権自転車競技大会・プロロードレースで2回の優勝を果たした他、ロンド・ファン・フラーンデレン、ヘント〜ウェヴェルヘム、パリ〜ツールでもそれぞれ2回ずつ優勝を果たした。
ツール・ド・フランスは、区間優勝経験はわずかに1回だけだったが、1948年の大会では総合2位に入った実績がある。1959年に引退。
引退後はチーム監督として手腕を発揮。フランドリア時代はロジェ・デフラミンク、ヨープ・ズートメルク、ジャンピエール・モンセレ、サン・フランス＝ロワール時代はジョアキン・アゴスティーニョ、スキル時代はショーン・ケリー、エリック・カリトゥーらを指揮した。

## 主な優勝記録
- チャレンジ・デスグランジュ＝コロンボ 1948

- 世界選手権・プロロードレース : 1948, 1950
- ロンド・ファン・フラーンデレン : 1942, 1948 (2位: 1944, 1950; 3位: 1940, 1946, 1952)
- パリ〜ツール : 1946, 1947 (2位: 1952)
- ヘント〜ウェヴェルヘム : 1950, 1955
- パリ〜ブリュッセル : 1946, 1952 (2位: 1953)
- ツール・ド・ルクセンブルク : 1946
- スヘルデプライス : 1955
- ツール・ド・フランス 区間1勝、(総合2位 : 1948)